# 吉廣広征
吉廣 広征（よしひろ ひろまさ、1985年4月2日 - ）は、日本のラグビー指導者。現在ジャパンラグビーリーグワン清水建設江東ブルーシャークスヘッドコーチ兼マーケティングリーダーを務めている。

## プロフィール
- 東京都出身[1]。
- ポジションはフルバック(FB)。
- 身長 180 cm、体重 89 kg
- ニックネームはヨシ。
- 関東代表に選ばれたことがある[2]。

## 略歴
2004年、桐蔭学園高校卒業後、筑波大学に入る。
2008年、筑波大学卒業後、NECグリーンロケッツ（現・NECグリーンロケッツ東葛）に加入。同年10月18日に行われたジャパンラグビートップリーグ第5節の東芝ブレイブルーパス戦にて先発出場で公式戦初出場を果たす。
2015年、NECグリーンロケッツの副将に就任した。
2022年7月、現役を引退して、清水建設江東ブルーシャークスのコーチングコーディネーター兼マーケティングに就任。
2023年、ヘッドコーチ兼マーケティングリーダーに昇格。